# قرار مجلس الأمن التابع للأمم المتحدة رقم 998
قرار مجلس الأمن التابع للأمم المتحدة رقم 998، المعتمد في 16 يونيو 1995، بعد إعادة التأكيد على جميع القرارات المتعلقة بالنزاعات في يوغوسلافيا السابقة، ولا سيما القرار 982 (1994)، أنشأ المجلس قوة رد سريع يصل قوامها إلى 12,500 فرد في إطار قوة الحماية التابعة للأمم المتحدة في البوسنة والهرسك في أعقاب الهجمات عليها وتدهور الوضع العام.
وردت رسالة من الأمين العام بطرس بطرس غالي في 9 حزيران / يونيو 1995 تضمنت مقترحات من فرنسا وهولندا والمملكة المتحدة لتعزيز قوة الأمم المتحدة للحماية من خلال إنشاء قوة رد سريع داخلها. وستشكل قوة الرد السريع جزءًا لا يتجزأ من عملية حفظ السلام الحالية، وستظل قوة الأمم المتحدة للحماية محايدة. وأعرب المجلس عن قلقه إزاء استمرار الأعمال العدائية المسلحة في البوسنة والهرسك وعدم الاتفاق على وقف آخر لإطلاق النار. وأدينت الهجمات التي شنتها قوات صرب البوسنة على قوة الأمم المتحدة للحماية والمدنيين.
وطالب المجلس، بموجب الفصل السابع من ميثاق الأمم المتحدة، القوات الصربية البوسنية بالإفراج عن جميع أفراد قوة الحماية المحتجزين وبأن تحترم جميع الأطراف سلامة قوة الأمم المتحدة للحماية. لن يتم حل النزاع من خلال الوسائل العسكرية وكان لا بد من بدء المفاوضات، مع التأكيد على أن الجانب الصربي البوسني يقبل خطة مجموعة الاتصال للسلام كنقطة انطلاق. وطُلب وقف إطلاق النار الكامل، ووقف الأعمال العدائية، ووصول المنظمات الإنسانية دون عوائق، ولا سيما إلى المناطق الآمنة وسراييفو. ودعا القرار الأطراف إلى احترام سلامة المدنيين ووضع المناطق الآمنة.
ثم تقرر بعد ذلك زيادة حجم قوة الأمم المتحدة للحماية بمقدار 12,500 فرد إضافي، بزيادة تزيد على 50 في المائة، على النحو المنصوص عليه في رسالة الأمين العام. يجب أن تأخذ أي تغييرات أخرى في الاعتبار أمن القوة وتقليل الخطر الذي يتعرضون له.
امتنعت الصين وروسيا عن التصويت على القرار 998 بعد أن أعربا عن قلقهما من أن تظل قوة الأمم المتحدة للحماية قوة حفظ سلام صارمة، وهو ما وافق عليه أعضاء المجلس الآخرون.

## روابط خارجية
- نص القرار في undocs.org